# Daemonorops calapparia
Daemonorops calapparia är en enhjärtbladig växtart som först beskrevs av Carl Friedrich Philipp von Martius, och fick sitt nu gällande namn av Carl Ludwig von Blume. Daemonorops calapparia ingår i släktet Daemonorops och familjen Arecaceae.
Artens utbredningsområde är Moluckerna. Inga underarter finns listade i Catalogue of Life.